# Marcos de Cerinea
Margos de Cerinea fue el primer strategos único (general electo) de la Liga Aquea en la Antigua Grecia. Sirvió durante un largo periodo, a pesar de que sólo una fecha es segura, en los años 255 a. C. - 254 a. C.
Margos empezó su carrera alrededor de 275 a. C., matando al tirano de Bura y forzando al tirano Iseas de Cerinea a dimitir. Después de unir la Liga Aquea, se convirtió en el estadista principal de los aqueos, y en 256 a. C. propuso una reforma para reducir el número de generales de dos a uno. Margos fue entonces el primer dirigente elegido para el cargo. Como estadista más viejo, sirvió, más tarde como Navarco (almirante) de la flota aquea, y cayó en la Batalla de Paxos contra los ilirios en 229 a. C.